# Весёлая Степь
Весёлая Степь (укр. Веселий Степ) — село, Роменская городская община, Роменский район, Сумская область, Украина.
Код КОАТУУ — 5924182002. Население по переписи 2001 года составляло 2 человека .

## Географическое положение
Село Весёлая Степь находится на одном из истоков реки Бобрик. На расстоянии в 1,5 км расположено село Марковское. Рядом проходит автомобильная дорога Т-1907.